# Itamar (futebolista)
Itamar Antônio Bellasalma (São Carlos, 14 de fevereiro de 1950) é um ex-futebolista e treinador brasileiro.

## Carreira
Revelado pelo São Carlos Clube de São Carlos, foi um atacante trombador do futebol brasileiro que não considerava nenhum lance perdido, jogou também na Ferroviária, São Paulo, Palmeiras, mas se destacou mesmo jogando pelo Londrina e Grêmio Maringá.
Quando jogou no São Paulo, havia sido trocado com o Marília pelo ainda moleque Serginho Chulapa, mas a troca acabou sendo desfeita.
No São Paulo FC, Itamar estreou em 15 de julho de 1973 num "clássico" contra o Palmeiras, entrando no lugar de Toninho Guerreiro.
Após encerrar a carreira de jogador, começou a de treinador. Itamar já trabalhou em quase todas as equipes do interior do Paraná. Já disputou a Série C e B do Campeonato Brasileiro (na B, dirigindo o Londrina, livrou a equipe paranaense do rebaixamento).

## Títulos
Palmeiras
- Campeonato Paulista: 1976

Grêmio Maringá
- Campeonato Paranaense: 1977

Londrina Esporte Clube
- Campeonato Paranaense:1981
- Campeonato Brasileiro - Série B: 1980